# Football Club Crotone 2003-2004
Questa pagina raccoglie i dati riguardanti il Football Club Crotone per la stagione sportiva 2003-2004.

## Stagione
Nella stagione 2003-2004 il Crotone disputa il girone B del campionato di Serie C1, raccoglie 65 punti con il secondo posto finale, alle spalle del promosso Catanzaro. Disputa i Play-off, nei quali in semifinale supera il Benevento, con qualche brivido, dovendo ad un certo punto della gara di ritorno, rimontare due reti. Nella finale incrocia la Viterbese, pareggiando a Viterbo e imponendosi (3-0) allo Scida, ritornando così in Serie B dopo due stagioni di purgatorio. Allenati da Gian Piero Gasperini i rossoblù restano imbattuti nel fortino dello Scida, raccolgono 30 punti nel girone di andata e 35 nel ritorno, facendo meglio anche del Catanzaro. 
Ottimo il percorso dei pitagorici anche nella Coppa Italia di Serie C nel quale vincono il girone Q di qualificazione, dove tra gli altri eliminano anche il Catanzaro, l'avversario più ostico della stagione, poi nei sedicesimi superano l'Acireale, negli ottavi superano la Torres Sassari, nei quarti di finale hanno la meglio sui toscani del Castelnuovo Garfagnana, mentre in semifinale cedono il passaggio in finale alla Pro Patria.

## Rosa
| N. |                    | Ruolo | Calciatore                  |
| -- | ------------------ | ----- | --------------------------- |
|    | Italia (bandiera)  | A     | Matteo Beretta              |
|    | Italia (bandiera)  | A     | Alberto Bertolini           |
| 4  | Italia (bandiera)  | C     | Alfredo Cardinale           |
|    | Italia (bandiera)  | A     | Giampaolo Ciarcià           |
|    | Italia (bandiera)  | D     | Andrea Citterio             |
|    | Italia (bandiera)  | A     | Alessandro Corallo          |
| 1  | Italia (bandiera)  | P     | David Dei                   |
|    | Italia (bandiera)  | D     | Giovanni Giuseppe Di Meglio |
| 15 | Italia (bandiera)  | C     | Antonio Galardo             |
| 46 | Italia (bandiera)  | D     | Daniele Gastaldello         |
| 81 | Italia (bandiera)  | D     | Ferdinando Giuliano         |
| 28 | Croazia (bandiera) | C     | Ivan Jurić                  |

| N. |                   | Ruolo | Calciatore          |
| -- | ----------------- | ----- | ------------------- |
|    | Italia (bandiera) | C     | Carmine Leone       |
|    | Italia (bandiera) | C     | Mirko Pagliarini    |
| 10 | Italia (bandiera) | D     | Matteo Paro         |
|    | Italia (bandiera) | D     | Luca Pellegrini     |
| 2  | Italia (bandiera) | D     | Sandro Porchia      |
| 12 | Italia (bandiera) | C     | Vito Redavid        |
| 5  | Italia (bandiera) | D     | Francesco Rossi     |
|    | Italia (bandiera) | D     | Massimo Russo       |
| 3  | Italia (bandiera) | D     | Francesco Scardina  |
| 7  | Italia (bandiera) | A     | Nazzareno Tarantino |
| 99 | Italia (bandiera) | A     | Daniele Vantaggiato |

## Risultati

### Campionato

#### Girone di andata
| Arbitro: | P.S. Mazzoleni (Bergamo) |

|  |           |                         |
|  | Marcatori | 37’ Corallo 86’ Redavid |

| Arbitro: | Banti (Livorno) |

|                 |           |  |
| Vantaggiato 55’ | Marcatori |  |

| Arbitro: | Tonolini (Milano) |

|             |           |                           |
| Ascenzi 46’ | Marcatori | 3’ Tarantino 79’ F. Rossi |

| Arbitro: | Herberg (Messina) |

|                    |           |                       |
| Corallo 12’ (rig.) | Marcatori | 14’ (rig.) Passiatore |

| Crotone 28 settembre 2003 5ª giornata | Crotone          | 0 – 0 | Acireale | Stadio Ezio Scida\| Arbitro: \| Liberti (Genova) \| |
| Arbitro:                              | Liberti (Genova) |       |          |                                                     |

| Arbitro: | Tonolini (Milano) |

|                    |           |              |
| Ola 3’ Mancino 18’ | Marcatori | 13’ Scardina |

| Arbitro: | Ciampi (Roma) |

|               |           |              |
| Tarantino 85’ | Marcatori | 78’ Califano |

| Arbitro: | Velotto (Grosseto) |

|                             |           |                                     |
| Corona 20’, 86’ Alfieri 45’ | Marcatori | 79’ (rig.) Porchia 90+1’ Pagliarini |

| Arbitro: | Mariuzzo (Venezia) |

|                         |           |           |
| Borneo 25’ Crocetti 52’ | Marcatori | 75’ Juric |

| Arbitro: | P.S. Mazzoleni (Bergamo) |

|                                         |           |  |
| Vantaggiato 20’, 31’, 56’ Tarantino 65’ | Marcatori |  |

| Arbitro: | Herberg (Messina) |

|             |           |               |
| Musetti 71’ | Marcatori | 26’ Bertolini |

| Arbitro: | Gava (Conegliano) |

|               |           |              |
| Tarantino 56’ | Marcatori | 90’ Di Nardo |

| Arbitro: | Giachero (Pinerolo) |

|           |           |              |
| Perra 52’ | Marcatori | 7’ Tarantino |

| Arbitro: | Pantana (Macerata) |

|                    |           |  |
| Porchia 65’ (rig.) | Marcatori |  |

| Arbitro: | Stefanini (Prato) |

|                       |           |                                            |
| Elia 20’ Cariello 68’ | Marcatori | 16’ Tarantino 17’ Pagliarini 26’ Bertolini |

| Arbitro: | Giglioni (Siena) |

|                    |           |  |
| Porchia 37’ (rig.) | Marcatori |  |

| Arbitro: | P.S. Mazzoleni (Bergamo) |

|                          |           |                                            |
| Bifini 21’ Napolioni 52’ | Marcatori | 19’ Pagliarini 74’ Galardo 78’ Vantaggiato |

#### Girone di ritorno
| Arbitro: | Vuoto (Livorno) |

|                    |           |             |
| Tarantino 13’, 21’ | Marcatori | 37’ Vidallé |

| Arbitro: | Tonolini (Milano) |

|                      |           |             |
| Pasca 23’ Parisi 80’ | Marcatori | 65’ Beretta |

| Arbitro: | Bo (Genova) |

|                         |           |             |
| Porchia 22’ Beretta 31’ | Marcatori | 66’ Tombesi |

| Arbitro: | Liberti (Genova) |

|                    |           |                             |
| Triuzzi 64’ (rig.) | Marcatori | 70’ (rig.) Porchia 89’ Paro |

| Arbitro: | Stefanini (Prato) |

|  |           |            |
|  | Marcatori | 7’ Beretta |

| Arbitro: | Banti (Livorno) |

|                                 |           |  |
| Tarantino 7’ Porchia 83’ (rig.) | Marcatori |  |

| Arbitro: | Marelli (Como) |

|                      |           |             |
| Quagliarella 8’, 29’ | Marcatori | 81’ Ciarcià |

| Arbitro: | Pantana (Macerata) |

|               |           |             |
| Tarantino 88’ | Marcatori | 78’ Morello |

| Arbitro: | Zanzi (Lugo di Romagna) |

|                                         |           |  |
| Tarantino 12’ Bertolini 25’ Beretta 30’ | Marcatori |  |

| Arbitro: | Brunialti (Trento) |

|  |           |                            |
|  | Marcatori | 3’ Bertolini 27’ Tarantino |

| Arbitro: | Ciancaleoni (Foligno) |

|                         |           |           |
| Ciarcià 66’ Beretta 81’ | Marcatori | 34’ Mirti |

| Arbitro: | Banti (Livorno) |

|                |           |             |
| Vanin 34’, 36’ | Marcatori | 60’ Porchia |

| Arbitro: | Damato (Barletta) |

|                                               |           |  |
| Gastaldello 49’ Beretta 62’ Vantaggiato 90+5’ | Marcatori |  |

| Arbitro: | Stefanini (Prato) |

|                             |           |               |
| Sibilano 31’ Martinetti 73’ | Marcatori | 41’ Tarantino |

| Arbitro: | Ciampi (Roma) |

|                      |           |              |
| Juric 8’ Beretta 35’ | Marcatori | 63’ Olivieri |

| Arbitro: | P.S. Mazzoleni (Bergamo) |

|                           |           |             |
| De Zerbi 28’ Da Silva 50’ | Marcatori | 53’ Beretta |

| Arbitro: | Marelli (Como) |

|                                       |           |  |
| Porchia 24’ Vantaggiato 28’ Juric 54’ | Marcatori |  |

### Play-off

#### Semifinale
| Arbitro: | Brunialti (Trento) |

|               |           |  |
| Pellicori 76’ | Marcatori |  |

| Arbitro: | Pantana (Macerata) |

|                                     |           |            |
| Porchia 28’, 82’ (rig.) Galardo 87’ | Marcatori | 22’ Molino |

#### Finale
| Viterbo 13 giugno 2004 Andata | Viterbese      | 0 – 0 | Crotone | Stadio Enrico Rocchi\| Arbitro: \| Marelli (Como) \| |
| Arbitro:                      | Marelli (Como) |       |         |                                                      |

| Arbitro: | P.S. Mazzoleni (Bergamo) |

|                                    |           |  |
| Porchia 29’ Vantaggiato 45+2’, 83’ | Marcatori |  |

### Coppa Italia Serie C

#### Girone Q
| Arbitro: | Damato (Barletta) |

|                                      |           |                                       |
| Braca 13’ Passiatore 19’, 56’ (rig.) | Marcatori | 10’ Bertolini 45’ Corallo 88’ Porchia |

| Arbitro: | Celi (Bari) |

|                                |           |                       |
| Porchia 39’ (rig.) Corallo 54’ | Marcatori | 90+2’ (rig.) Ferrigno |

| Arbitro: | Barletta (Bernalda) |

|              |           |                        |
| Spinelli 58’ | Marcatori | 6’, 35’, 60’ Tarantino |

| Arbitro: | Musolino (Catania) |

|                                                    |           |  |
| Redavid 69’ Juric 80’ Scardina 86’ Tarantino 90+2’ | Marcatori |  |

| 10 settembre 2003 5ª giornata |  | – Turno di riposo Crotone |  |  |

#### Sedicesimi di finale
| Arbitro: | Didato (Agrigento) |

|                  |           |                      |
| Scarriglia 45+1’ | Marcatori | 80’ (rig.) Cardinale |

| Arbitro: | G. Rubino (Salerno) |

|                             |           |              |
| Juric 67’ Vantaggiato 90+2’ | Marcatori | 17’ Frisenda |

#### Ottavi di finale
| Arbitro: | Lioce (Molfetta) |

|  |           |                           |
|  | Marcatori | 35’, 90+1’ (rig.) Corallo |

| Arbitro: | Herberg (Messina) |

|                                         |           |                          |
| Vantaggiato 38’ Ciarcià 59’ Corallo 71’ | Marcatori | 24’ Di Roberto 89’ Gaias |

#### Quarti di finale
| Arbitro: | Barbirati (Ferrara) |

|                                              |           |                        |
| Luconi 28’ Di Meglio 80’ (aut.) Pennucci 83’ | Marcatori | 8’ Bertolini 18’ Juric |

| Arbitro: | Iannone (Napoli) |

|                                                         |           |  |
| Ciarcià 22’ Vantaggiato 24’, 75’ Bertolini 72’ Paro 78’ | Marcatori |  |

#### Finale
| Arbitro: | Lioce (Molfetta) |

|                |           |              |
| Pagliarini 24’ | Marcatori | 7’, 86’ Kalu |

| Arbitro: | Damato (Barletta) |

|                                       |           |             |
| Morante 45+1’ Piovanelli 69’ Kalu 83’ | Marcatori | 11’ Beretta |